# Балтер Борис Ісакович
Борис Ісакович Балтер (рос. Борис Исаакович Балтер; 1919—1974) — російський письменник, прозаїк, автор повісті «До побачення, хлопчики!» («До свидания, мальчики!»).

## Біографія
Народився в Самарканді 1919 року.
Закінчив школу в Євпаторії. У 1936 посланий в Ленінградське, а з 1938 в Київське військове училище; офіцером брав участь в Радянсько-фінської та Великої Вітчизняної війни; з 1944 — член партії. У 1945—1946 роках був слухачем Військової академії ім. М. В. Фрунзе (звільнений через хворобу). З 1948 вчився і в 1953 закінчив Літературний інститут, де займався, зокрема, у семінарі К. Паустовського, з яким зберіг дружні стосунки. З 1953 протягом кількох років керував літературним відділом Хакаського НДІ мови, літератури та історії в Абакані, перекладав казки з хакасскої мови в 1955 і 1958. Балтеру належала ініціатива видання збірки «Таруські сторінки», випущеного Паустовським в 1961. Він жив у Москві і був виключений з партії в 1968 після того, як підписав лист на захист Ю. Галанскова і О. Гінзбурга. До кінця життя він займався перекладами з узбецької і таджицької мов.

## Творчість
Ще до закінчення інституту в 1952 році в альманасі «Володимир» виходить перша повість Б. Балтера «Перші дні» про початок війни. У 1953 році ця повість ввійшла в окремий збірник прози письменника. У наступні роки Балтер займається літературно-перекладацькою діяльністю в Хакасії. Результатом цієї роботи стали книги «Хакаський народні казки» і дві збірки історичних повістей про минуле хакасского народу — «Степові кургани» і «Про що мовчать камені». Всі три книги вийшли в перекладі, літературній обробці і з передмовою Балтера.
Головний твір Балтера — значною мірою автобіографічна повість «Троє з одного міста» (1961), пізніше перероблена в «До побачення, хлопчики!» («До свидания, мальчики») (1962, взято з пісні Булата Окуджави). У цій повісті Балтер розповідає про останні шкільних днях трьох хлопчиків у червні 1936 в невеликому кримському місті (м. Євпаторія). Розповідь ведеться від першої особи, час від часу оповідач оцінює події, що відбуваються з висоти свого дорослого досвіду. Відразу після опублікування в журналі «Юність» (№ 8-9, 1962 р.) повість підкорила серця мільйонів людей. Через рік повість вийшла окремою книгою. Вона була перекладена на багато мов і видана в багатьох країнах.
У 1964 році Борис Балтер у співавторстві з В. Токарева написав за мотивами повісті «До побачення, хлопчики» п'єсу. Вона неодноразово з великим успіхом йшла в багатьох театрах. У тому ж році Балтер в співавторстві з Михайлом Каліко за мотивами своєї книги створив сценарій однойменного художнього фільму. Фільм «До побачення, хлопчики!» Знімався в Євпаторії. Він вийшов на екрани в 1966 р. і залишив помітний слід в світовому кінематографі. У зв'язку з еміграцією в 1970-х роках режисера до Ізраїлю, показ фільму був заборонений в Радянському Союзі.
У жовтні 1965 року в 10-му номері журналу «Юність» була надрукована розповідь Балтера «Проїздом». Це була остання прижиттєва публікація письменника в популярному журналі. Майже через чверть століття, в 1989 році, журнал «Юність» посмертно опублікував незакінчену повість Бориса Балтер «Самарканд».